# Adolphe Marbot
Antoine Adolphe Marcelin Marbot, conhecido como Adolphe Marbot (francês: [adɔlf maʁbo]; Altillac, 22 de março de 1781 – Altillac, 2 de junho de 1844) foi um militar francês que participou nas Guerras Napoleônicas. Ascendeu ao posto de Marechal de campo (General de brigada) em 1831, durante o reinado de Luís Filipe I.
Era filho do general Jean-Antoine Marbot (1754–1800). Seu irmão mais novo, Marcellin Marbot (1782–1854), também foi general.

## Honras
Império Francês
- Ordem Nacional da Legião de Honra:
  -  Cavaleiro (1807)

 Reino da França
- Ordem Real e Militar de São Luís:
  -  Cavaleiro (1814)

 Reino da França
- Ordem Real da Legião de Honra:
  -  Oficial (1831)
  -  Comendador (1832)